# Lise Ring
Lise Ring (født 22. april 1936) er en dansk billedhugger. 

## Baggrund og familie
Lise Ring er datter af vulkanisør Oskar Alfred Hansen (født 1900) og guldsmedearbejder Astrid Ring Christensen (født 1915). Hun giftede sig den 6. juni 1958 med forfatter, maler Angelo Hjort (11. april 1921 i København, død 20. juli 1997 i Nakskov). De fik datteren Katrine Ring.

## Uddannelse
- 1961-67 Kunstakademiet hos professor Mogens Bøggild
- 1977-83 Amletto Rossis Værksted, Rom
- 1981 Accademia Vanucci, Perugia

## Kunst
Lise Ring gennemgik den klassiske billedhuggeruddannelse og lærte de faglige discipliner inden for faget, både på Kunstakademiet i København og i Italien. Hendes motiver har altid været kvindeskikkelser og dyr - formet på klassisk vis med spændinger mellem formforløb; men med samtidig fastholdelse af organisk liv som inspiration og ofte med underfundig humor. .Hun har udført adskillige skulpturer i det offentlige rum med tanker på, at skulpturerne skulle appellere til og blive en del af dagligdagen for de mennesker, der passerer dem.

## Stipendier og legater
- 1963 Akademiet
- 1975 Louis Nielsen
- 1975 August Schiøtt
- 1977 Dronning Ingrids romerske Fond
- 1977 Styhr
- 1978 Tuborgfondens Romerlegat
- 1979 Det italienske statsstip.
- 1979 Statens Kunstfond
- 1996 Henry Heerups Legat

## Stillinger og hverv
Lise Ring var 1981-1983 daglig leder af Skandinavisk Forening i Rom. Hun har beklædt adskillige tillidsposter: 1974-75, 1989-90 og 1994-95 var hun censor ved Charlottenborgs Forårsudstilling, 1975-78 medlem af Charlottenborgs bestyrelse, 1988-90 og 1992 formand for Billedkunstnernes Forbund og 1993-97 medlem af repræsentantskabet for Statens Kunstfond. I 2000 blev hun valgt til formand for Kvindelige Kunstneres Samfund - en post, hun besad til 2010, hvor hun ikke ønskede at genopstille. Endvidere var hun formand for Dansk Billedhuggersamfund fra 2014.

## Værker
Hendes skulpturer er skabt i materialer som sten, beton, træ og sølv.
- To mennesker (beton, 1973, Stubbekøbing Anlæg)
- Kvinde (marmor, 1974, Blindeskolen, Kalundborg)
- Kat (marmor, 1975, Sakskøbing Bibliotek)
- Bjørneunge (bronze, 1976, Ulrikkenborg Skolen, Kgs. Lyngby)
- Mor og barn (marmor, 1976, Køge Amts Gymnasium.)
- Liggende bjørn (1977, Nordstrandskolen, Dragør)
- Pige med dukkevogn (bremersandsten, 1977, Søndersøhjemmet, Maribo)
- Ugle (marmor, 1978, Stubbekøbing Bibliotek)
- Paraplypige (vandkunst, bronze, 1979, Kirketorvet, Sakskøbing)
- Kvinde (ølandssten, 1980, Centralbibliotek, Nyk. F.)
- Gorilla (tuf, 1981, Marienbergskolen, Vordingborg)
- Pige på bom (glasfiber, 1986, Nykøbing F. Hallen)
- Gorilla (fiberbeton, Hovedgaden, Dalby Sj.)
- Skildpadde (fiberbeton, 1994, Nygårds Pl., Brøndby)
- Orangutanger (fiberbeton, 1994, Lejerbo, Brøndby Strand)
- Bjørn (bronze, Nygårds Plads, Brøndby)[4]